# Stara gradska vijećnica u Zagrebu
Stara gradska vijećnica je kompleks na zagrebačkom Gradecu koji se sastoji od tri različita objekta koji su krajem 19. stoljeća adaptacijom spojeni za djelatnosti gradske uprave. U njoj je danas sjedište Gradske skupštine Grada Zagreba.
Na tom mjestu spominje se u kasnom srednjem vijeku, 1439. "kuća vijeća Gradeca zagrebačkoga", a 1614. gradski sudac Jakov Gasparini, dograđivanjem preuredio ju je u vijećnicu. Zabilježeno je da je 1787. godine vijećnica imala osam soba, kuhinju, tri zatvora, dva dućana i podrum. 1803. godine gradska općina je od grofa Adama Oršića kupila susjednu kuću, na uglu Ulice sv. Ćirila i Metoda i Kuševićeve ulice za proširenje gradske vijećnice. Zagrebački trgovac Kristofor Stanković, dobivši 1832. godine na bečkoj lutriji glavni zgoditak odlučio je uložiti ga u gradnju kazališta, a gradska uprava, na jednokatnici kupljenoj od grofa Oršića nadogradila je 1833. godine drugi kat, srušila staru vijećnicu i kupila još dvije parcele u današnjoj Freudenreichovoj ulici, čime je osigurala dovoljno prostora za kazališnu zgradu, te je kamen temeljac postavljen 12. kolovoza 1833. godine. Zgrada Stankovićeva kazališta, koje se kasnije zvalo Gradsko, a u Jelačićevo vrijeme Narodno, bila je jednokatna građevina s trostrukim ulaznim vratima u Ulici sv. Ćirila i Metoda. U prvom katu bila je plesna (redutna) dvorana s galerijom, koja i danas služi kao dvorana za zasjedanje gradske skupštine.
U kazalištu se po prvi put čuo hrvatski jezik u međučinu jedne njemačke predstave s Gajevom budnicom Još Hrvatska ni propala na kazališnoj pozornici, a 10. lipnja 1840. godine izvedena je prva predstava na hrvatskom jeziku Juran i Sofija ili Turci kod Siska Ivana pl. Kukuljevića, a 28. ožujka 1846. godine izvedena je i prva hrvatska opera Ljubav i zloba Vatroslava Lisinskoga. U redutnoj dvorani održano je i nekoliko značajnih zasjedanja Hrvatskog sabora. Na prijedlog Ivana pl. Kukuljevića, 23. listopada 1847. godine, hrvatski jezik proglašen je službenim jezikom. Godine 1848. godine zasjedao je i prvi hrvatski Narodni sabor pod predsjedanjem bana Josipa Jelačića. Nakon otvorenja novog kazališta 1895. godine (danas Hrvatsko narodno kazalište u Zagrebu), grad preuzima napuštenu kazališnu zgradu i 1897. godine adaptira je za potrebe gradske uprave. Vijećnica i kazališna zgrada su spojene, a plesna dvorana adaptirana je za sjednice Gradske skupštine. Godine 1910./1911 izvedena je dvokatna prigradnja u Kuševićevoj ulici, a 1930. nadogradnja prema dvorišnoj strani, dok su 1941. godine tavanski prostori preuređeni u uredske sobe. 
Godine 1958. gradska uprava izgradnjom novog objekta (današnje zgrade Gradskog poglavarstva), napušta svoje staro sjedište, a u Staroj gradskoj vijećnici održavaju se i dalje zasjedanja Gradske skupštine. Cjelovita obnova izvedena je 1968. do 1975. godine s opsežnim restauratorsko-konzervatorskim radovima u velikoj skupštinskoj dvorani, a uređene su i tri manje dvorane na prvom i dvije dvorane za vjenčanja na drugom katu. Prizemlje je preuređeno u prostor polivalentnih namjena. Godine 1993. Stručna služba Gradske skupštine preselila se ponovo u Staru gradsku vijećnicu. U njoj su također smješteni Odjel za statistiku Gradskog zavoda za planiranje razvoja Grada i zaštitu okoliša te Gradski zavod za zaštitu spomenika kulture i prirode. 1998. godine u prizemlju su uređene dvorane za vjenčanja, a na njihovom mjestu, na drugom katu, dvorane Kaptol i Grič. 

## Zaštita
Stara gradska vijećnica u Zagrebu je zaštićeno kulturno dobro.